# 天津盆景园
天津盆景园，建于1990年，位于中华人民共和国天津市南开区水上公园内北门处，占地1.1万平方米。